# ベックマン転位
ベックマン転位（ベックマンてんい、Beckmann rearrangement）は、ケトンから作られたオキシムからN-置換アミドが得られる転位反応のことである。
エルンスト・オットー・ベックマンによって1886年に報告された。

## 反応機構
まず窒素上からのヒドロキシ基の脱離と同時にイミノ基の炭素に置換している2つのアルキル基のうちの一つが窒素上に転位してアルキルジンアンモニウム塩となる。
これに脱離した水が付加してN-置換イミド酸となった後、互変異性によりN-置換アミドに異性化する。
転位で移動するアルキル基はヒドロキシ基に対してantiに位置する基であるが、酸性条件下で行なう場合はオキシムのsyn-anti異性化が容易に起こるため、もとのオキシムの幾何配置に関係なく転位しやすい方のアルキル基が転位を起こす。
転位のしやすさはπ電子を持つアリール基やアルケニル基がもっとも転位しやすく、第三級アルキル、第二級アルキル、第一級アルキルの順に転位しにくくなる。
環状ケトンのオキシムに対してこの反応を行なうと、もとのケトンのカルボニル基の隣りにNHを挿入して、1つ環員数の大きいラクタムを合成する反応となる。
この反応はシクロヘキサノンから6-ナイロンの原料となるε-カプロラクタムを得る工業的な合成法として重要である。
濃硫酸、五塩化リンや塩化チオニル、ポリリン酸などが反応の添加剤として使用される。
これらはいずれもヒドロキシ基を脱離しやすい基に変換する役割を果たしている。
脱離基となるオキシムのヒドロキシ基を前もってスルホン酸エステルやトリフルオロ酢酸エステルへと変換して脱離しやすくすると、加熱するだけで反応が進行するので酸性に弱い基質にも適用可能となる。
また、オキシムから直接中性条件で反応を行なう系としてカルボニルジイミダゾールとハロゲン化アルキルを使用する方法が知られている。
また、添加剤を触媒量ですむように改良した方法の研究も盛んである。
塩化シアヌルを使用する系、トリフルオロメタンスルホン酸とロジウムやレニウムの遷移金属触媒を使用する系、モンモリロナイトやゼオライトなどの固体酸を使用する系などが報告されている。
通常、アルデヒドのオキシムに対してこの反応の条件を適用すると単に脱水反応が起こってニトリルが生成する。
しかし、芳香族アルデヒドをヒドロキシルアミン塩酸塩と酸化亜鉛とともに加熱すると芳香族カルボン酸アミドが得られるという反応が知られている。